# Blanche Arundell
Pour les articles homonymes, voir Arundell.
Lady Blanche Arundell née Somerset (1583 ou 1584 – 28 octobre 1649) est une aristocrate anglaise, connue pour avoir défendu le château de Wardour contre 1 300 hommes.

## Biographie
Blanche Somerset naît en 1583 ou 1584, à Raglan (Monmouthshire), la sixième fille d'Edward Somerset, 4e marquis de Worcester et d'Elisabeth Hastings. Le 11 mai 1607, elle épouse Thomas Arundell, 2e baron de Wardour. Le couple aura trois enfants : Henry, Katherine et Anne.
Blanche Arundell est une des dames de compagnie d'Anne de Danemark. 
Pendant la Première révolution anglaise, Lord Arundell réunit un régiment de cavaliers à l'appui du roi Charles Ier, qu'il mène dans la bataille de Stratton à Cornwall le 16 mai 1643. Il est blessé pendant la bataille et meurt le 19 mai.

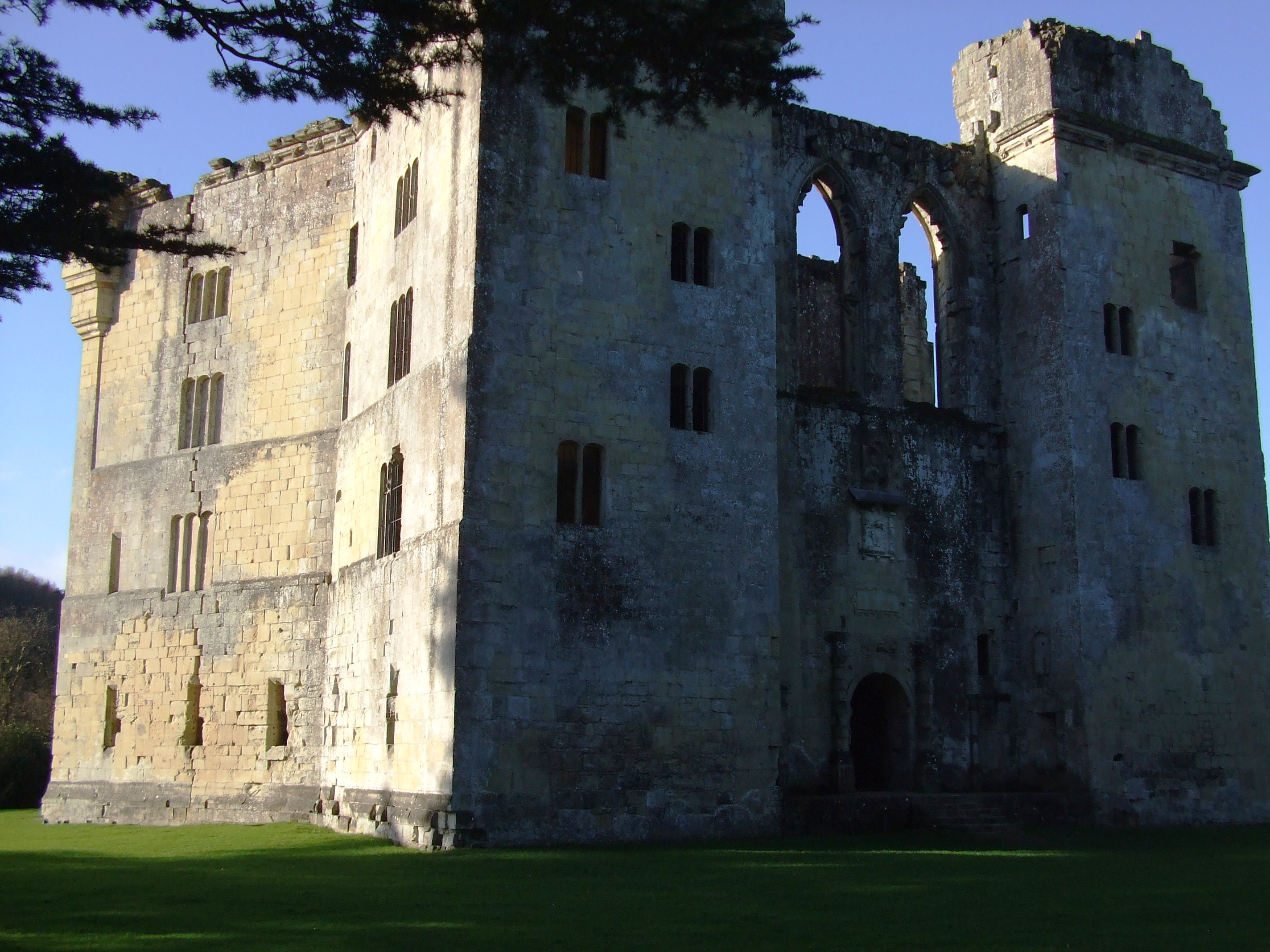
Château de Wardour

En l'absence de son mari et de son fils, Blanche Arundell défend le château de Wardour, près de Tisbury, Wiltshire, pendant six jours avec ses enfants, sa belle-fille, Cecily Compton, ses trois petits-enfants, quelques servantes et vingt-cinq hommes contre une force parlementaire de treize cents hommes commandés par deux officiers, Sir Edward Hungerford et le colonel Edmund Ludlow. La batterie des assiégeants tonnait jour et nuit sur le château, et les servantes chargeaient les mousquets pour la garnison, épuisée faute de sommeil.
Après que deux mines sont lancées et explosent dans le château, elle est finalement forcée de se rendre après avoir négocié des conditions honorables. Mais celles-ci ne sont finalement pas respectées : le château est saccagé et elle est expulsée et retenue prisonnière à Shaftesbury. 
Malade, elle est ensuite libérée et part sans un sou à Salisbury dans le Dorchester, où elle est hébergée chez Lord Hertford. C'est là qu'elle apprend finalement le décès de son époux. En septembre, son fils Henry assiège le château de Wardour et reprend en mars suivant la forteresse qui avait été construite par les ancêtres d'Arundell au XIVe siècle. Deux mois plus tard, ses autres enfants sont libérés lors d'un échange de prisonniers. Les dégâts causés par les sièges sont si importants que la famille vit dans la grange. Le château n'a jamais été reconstruit.
Blanche Arundell meurt le 28 octobre 1649 à Winchester (Hampshire) et est enterrée à Tisbury.